# 真・女神転生 デビルチルドレン メシアライザー
『真・女神転生 デビルチルドレン メシアライザー』（しん・めがみてんせい デビルチルドレン メシアライザー）は、2004年11月4日にロケットカンパニーより発売されたゲームボーイアドバンス用ゲームソフト。

## 概要
当初はアトラスから発売予定だったが、2004年2月に発売中止が発表され、その後、ロケットカンパニーが発売元となって同年11月に発売された。『女神転生』シリーズでも数少ないアトラス以外から発売されたゲームソフトである。また、本編の開発会社であるマルチメディア インテリジェンス トランスファーも関わっておらず、本作の開発はウィルが担当している。
そのため、後述するように本編とは設定などが変えられている部分がある（アニメ版に寄せている部分もあるが、アニメ版の設定に準じているわけではない）。

## システム
戦闘
今までのバトルはターン制で進行されていたが、今作はリアルタイム制を取り入れている。バトル形式はミッション型で、プレイヤーが素早い指示を下さなければならない。
デビルの収集や合体、通信での対戦やデビル同士の交換などシリーズの要素は引き継いでいる。今までは通常のデビルに交渉をして仲魔にするのが基本だったが、今作ではデビルを倒した後に出てくる魂となったデビルに交渉することに変更されている。
シナリオの選択
チュートリアル的な序盤のステージを終えると、主人公をジンとアキラのどちらか選択した後にシナリオが分岐する。ジン編はレナが同行、アキラ編は亜美が同行し、それぞれヴァルハラから魔界の別の場所へ向かう。
分岐後はワールドマップから行き先を選択して移動しシナリオが進む。町ではデビル合体のほかに交換などを行え、一度クリアしたステージは探索を行うことで再び戦闘を行うことができる。

## 用語
メシアライザー
伝説のデビルチルドレンであるメシアのデビライザー。かつてメシアと戦った強力なデビルが封印されている。現在は「メシアのほこら」にてメシアライザーは封印されており、守っているのはかつてメシアと共に戦っていたデビル達である。

## 変更点
- キャラクターの性格がアニメ版寄りになっており、ジンの性格が熱血漢でお調子者だったり、亜美が丁寧な口調で相手に「～さん」を付けて喋るなどに変更されている。
- シュンとジュディが解放軍として登場するがジンたちや亜美との面識はない。また、シュンのパートナーはアニメ版と同じくバロンに設定されている。
- 帝国軍が本編と異なる組織として描かれ、皇帝も登場しない。
- 帝国軍の本拠地が魔界セントラルランドのダークパレスになっている。そのためアヴァロンが帝国の首都ではないし、ティルナノーグが皇帝の城ではない。

## スタッフ
- プロデューサー - 堀内光
- ディレクター - 小林孝一
- シナリオ - 橋本雅
- プランニング - 高橋拓己、菅野高史
- プランニングアドバイザー - 増田辰男
- キャラクターグラフィック - 二川有美、中山愛
- マップグラフィック - 星野夏子、加藤大輔
- 背景グラフィック - 高橋敬幸
- エフェクトグラフィック - 中山浩孝
- グラフィックアドバイザー - 三浦忠司
- バトルプログラム - 巻嶋和幸、矢嶋秀崇
- メニュープログラム - 福留涼平、河本武
- サウンド - 坂本英城